# چین-شیونگ وو
 چین-شیونگ وو (انگلیسی: Chien-Shiung Wu؛ ۳۱ مهٔ ۱۹۱۲ – ۱۶ فوریهٔ ۱۹۹۷) فیزیک‌دان چینی آمریکایی بود.

## زندگی شخصی و تحصیلات
چین شیونگ وو در ۳۱ مه سال ۱۹۱۲ در شهر لیوهه تایکانگ در استان جیانگسو چین به‌دنیا آمد. پدر و مادرش وو ژانگ یی و فان فو هوآ نام داشتند. وو دو برادر به‌نام‌های چین یینگ و چین هائو داشت. وو تحصیلات ابتدایی را در مدرسه‌ی دخترانه‌ی مینگ ده گذراند که پدرش آن را تأسیس کرده بود. وو در ۱۱ سالگی و در سال ۱۹۲۳ شهر محل تولدش را به مقصد سوژو ترک کرد تا به  مدرسه‌ای شبانه‌روزی برود. اگرچه خانواده‌ی وو توانایی تأمین هزینه‌های تحصیلش را داشتند، اما او تصمیم گرفت تا در رقابت سنگین دوره‌های تربیت معلم شرکت کند و از میان ۱۰ هزار متقاضی در رتبه‌ی نهم قرار بگیرد. تحصیلات وو در مقطع متوسطه در سال ۱۹۲۹ به‌عنوان دانش‌آموز ممتاز فارغ‌التحصیل شد. 

### تحصیلات عالی در چین
وو از سال ۱۹۳۰ تا ۱۹۳۴ در دانشگاه مرکزی ملی که بعدها به دانشگاه نانجینگ تغییر نام داد، تحصیل کرد. او ابتدا رشته‌ی ریاضی و سپس فیزیک را برای ادامه‌ی تحصیل انتخاب کرد. او در سال ۱۹۳۶ و با دریافت کمک هزینه از عموی خود، چین را به مقصد آمریکا ترک کرد و از آن سال به بعد، دیگر والدین خود را ندید.

### تحصیلات در آمریکا
شیونگ وو دانشگاه میشیگان را برای تحصیلات تکمیلی خود انتخاب کرده بود و به آمریکا رفت؛ منتهی او پس از تحقیقات اولیه متوجه شد که اتحادیه‌های دانشجویی دانشگاه مذکور، زنان را به‌عنوان عضو نمی‌پذیرند. به‌همین دلیل، دانشگاه کالیفرنیا در برکلی به‌عنوان مقصد بعدی وو انتخاب شد. شکافت هسته‌ای، موضوع پایان‌نامه‌ی دکترای شیونگ بود. او مدرک دکترا را از دانشگاه برکلی دریافت کرد و تا سال ۱۹۴۲ به‌عنوان دستیار تحقیقات در همان دانشگاه مشغول به کار ماند.